# Eumerus peltatus
Eumerus peltatus là một loài ruồi trong họ Ruồi giả ong (Syrphidae). Loài này được de Meijere mô tả khoa học đầu tiên năm 1908. Eumerus peltatus phân bố ở miền Australasia